# Lou Costello

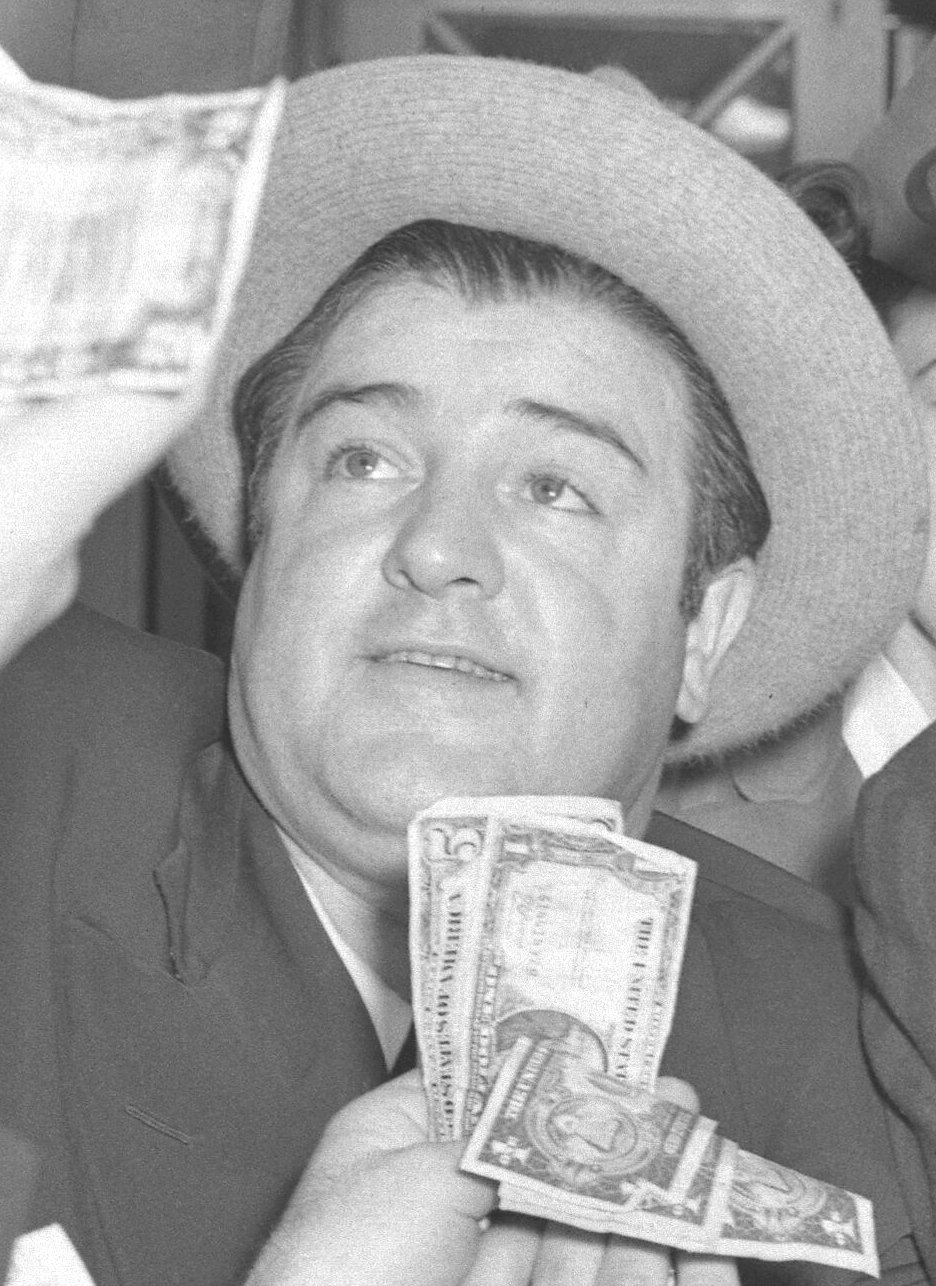
Lou Costello (um 1942)

Lou Costello (eigentlich Louis Francis Cristillo; * 6. März 1906 in Paterson, New Jersey; † 3. März 1959 in Los Angeles, Kalifornien) war ein US-amerikanischer Schauspieler, Produzent und Komiker. Zusammen mit Bud Abbott bildete er das populäre Komikerduo Abbott und Costello, in dem Abbott als Stichwortgeber für Costello fungierte. Als Nachfolger von Stan Laurel und Oliver Hardy waren die beiden das erfolgreichste US-amerikanische Komikerduo der 1940er Jahre und sie hielten ihre Popularität bis weit in die 1950er Jahre hinein aufrecht.

## Leben
Nach der High School arbeitete Costello als Zimmermann im Kulissenbau bei MGM und Warner Brothers. Danach war er zeitweise als Stuntman tätig und wurde schließlich Varieté-Komiker. Im Jahr 1931, als er in Brooklyn auftrat, traf er Bud Abbott und machte ihn zu seinem Partner als Stichwortgeber des Duos. Gemeinsam präsentierten sie 1938 den berühmten Baseball-Sketch Who’s on First?. Ab August 1940 drehten die beiden ihren ersten gemeinsamen Film One Night in the Tropics, in dem sie vorerst noch Nebenrollen spielten. Mit ihrem Auftritt überzeugten sie das verantwortliche Studio Universal, das sie fest unter Vertrag behielt, und der Premiere folgten bis 1956 noch 34 Filme, in denen sie nun als Hauptdarsteller agierten, von denen nur acht bei anderen Studios als Universal entstanden, sowie ein Cameo in einem weiteren Film, eine eigene Fernsehserie und mehrere Auftritte in der Live-Show The Colgate Comedy Hour, bei der sie auch zu den Moderatoren gehörten. Darüber hinaus waren sie auch im Radio aktiv und tourten weiterhin mit ihren Programmen durch die Lande.
Das Duo trennte sich Ende 1956/Anfang 1957. Costello hielt Abbott nicht mehr für verlässlich genug. Auftritte der beiden waren am Alkoholproblem seines Partners gescheitert. Abbott litt unter Epilepsie und gab vor, sie mit seinem Alkoholkonsum kontrollieren zu können. Auch ihre finanzielle Situation hatte sich aufgrund verlustreicher Investitionen bzw. Kapitalanlagen massiv verschlechtert. Die beiden gingen im Zwist auseinander. Abbott hatte kurz vor der Trennung noch versucht, Costello mit einer ihm gewidmeten Folge der Fernsehsendung This Is Your Life zu überraschen, was jedoch nicht zum gewünschten Erfolg führte. Unter anderem wurde der Tod von Costellos Kind thematisiert, womit er vor laufender Kamera konfrontiert wurde, um zu zeigen, welche Schicksalsschläge er hatte hinnehmen müssen.
Costello war verheiratet und hatte mit seiner Frau drei Töchter und einen Sohn. Costellos Tochter Carole (1938–1987) wurde ebenfalls Schauspielerin und heiratete in den 1980er-Jahren einen Sohn von Dean Martin. Der Sohn Lou Jr. ertrank 1943 im Alter von einem Jahr im Swimmingpool.
Costello, der im 1959 erschienenen Film Die Neun-Meter-Braut von Sidney Miller noch die Rolle des Artie Pinsetter spielte, starb im selben Jahr mit 52 Jahren an einem Herzinfarkt, kurz nachdem ihm bei einem Gastauftritt in der Serie Wagon Train, wo er einen Alkoholiker spielte, ein Imagewechsel gelungen war und er sich außerdem erstmals ohne Bud Abbott als Hauptdarsteller einer Komödie versucht hatte. Er wurde auf dem Calvary Cemetery im Osten von Los Angeles in Kalifornien begraben. Bud Abbott soll von seinem Tod nur aus einer Zeitung erfahren haben. Ein entsprechendes Bild, wie er den Artikel las, ging seinerzeit durch die Medien.

## Ehrungen

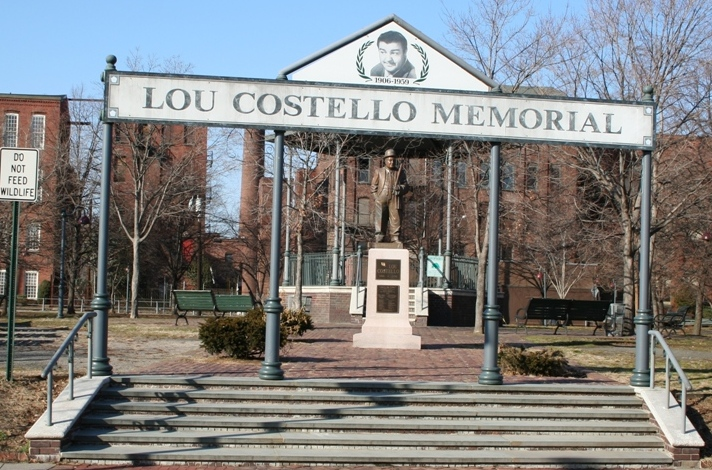
Statue von Lou Costello in seiner Geburtsstadt Paterson

Auf dem Hollywood Walk of Fame erinnern drei Sterne (in den Kategorien Film, Fernsehen und Radio) an Lou Costello. Am 26. Juni 1992 wurde in der Stadt Paterson eine Statue (das Lou Costello Memorial) von der Lou Costello Memorial Association errichtet.
Am 9. Mai 2001 wurde der Asteroid (17024) Costello nach ihm benannt.

## Filmografie
- siehe Filmografie bei Abbott und Costello